# Ponte sul Sangario
Il ponte sul Sangario o ponte di Giustiniano (in turco Justinianos Köprüsü o Beşköprü) è un ponte tardo romano sul fiume Sakarya (in latino Sangarius; italiano: Sangario) in Anatolia, nell'odierna Turchia. Fu costruito dall'imperatore romano d'Oriente Giustiniano I (527-565 d.C.) per migliorare le comunicazioni tra la capitale Costantinopoli e le province orientali del suo impero. Con una notevole lunghezza di 430 m, il ponte fu menzionato da vari scrittori contemporanei, ed era stato associato ad un presunto progetto, proposto per la prima volta da Plinio il Giovane all'imperatore Traiano, per costruire un canale navigabile che avrebbe aggirato il Bosforo.

## Ubicazione e storia
Il ponte sul Sangario è ubicato nell'Anatolia nordoccidentale, nell'antica regione della Bitinia, a ca. 5 km dalla città di Adapazarı. Oggi, il ponte si estende sul piccolo torrente Çark Deresi (chiamato Melas nell'antichità), che scorre dal vicino lago di Sapanca; il corso moderno del ben più ampio Sakarya si trova 3 km a est.
Nell'antichità e nel Medioevo, il ponte serviva a un importante scopo: era il punto di attraversamento della strada militare, di importanza strategica, dal Bosforo alle province orientali dell'Impero romano, che erano minacciate dall'Impero sasanide. Prima che fosse costruito il ponte di pietra, esisteva un ponte di barche di legno, che, secondo Procopio di Cesarea, era frequentemente spazzato via quando il fiume straripava, costando la vita a molti uomini.
La data di costruzione per il ponte di pietra può essere determinata accuratamente da fonti contemporanee: due poemi laudatori di Paolo Silenziario e Agazia, risalenti all'anno 562, celebrano il suo completamento, e il cronista Teofane registra che l'opera cominciò nell'Anno Mundi 6052, che corrisponde al 559–560. Per converso, dal momento che Procopio afferma che il ponte era ancora in costruzione quando scrisse la sua opera sui progetti edilizi di Giustiniano (De Aedificiis), questo significherebbe che essa fu scritta negli anni 560–561, cinque-sei anni più tardi di quanto prima presunto. Tuttavia, dato che la datazione di Teofane è alquanto inaccurata, può ben essere che la costruzione del ponte fosse iniziata originariamente nel 554 ca.

## Costruzione
Il ponte è costituito da blocchi di calcare e, compresi i piedritti a ciascuna estremità, ammonta a 429 m di lunghezza, con una larghezza di 9,85 m e un'altezza fino a 10 m. Il ponte poggia su sette archi. I cinque archi centrali si estendono su intervalli da 23 a 24,5 m, con i pilastri tra di essi spessi ca. 6 m. Sono completati su ciascun lato da un arco più piccolo con una campata di ca. 20 m. Il torrente Çark Deresi scorre oggi attraverso uno degli archi occidentali. In aggiunta, ci sono cinque ulteriori archi (due all'estremità occidentale e tre a quella orientale) di 3–9 m sulle rive del letto del fiume, che servivano come stramazzi nel caso in cui il fiume traboccasse. La parte del ponte è stata parzialmente distrutta dalla costruzione di una linea ferroviaria lungo il corso del fiume. I sette pilastri principali erano apparentemente decorati con piccole croci cristiane che, ad eccezione di due, sembrano essere state distrutte.
In dettaglio, le larghezze dei principali elementi architettonici (campate in neretto, pilastri in parentesi) sono, in metri (per alcuni pilastri il dato è non disponibile [N.D.]):
3 (N.D.) 7 (9,5) 19,5 (6) 23 (6) 24,5 (6) 24,5 (6) 24 (6) 24,5 (6) 20 (9,5) 9 (N.D.) 6 (N.D.) 3

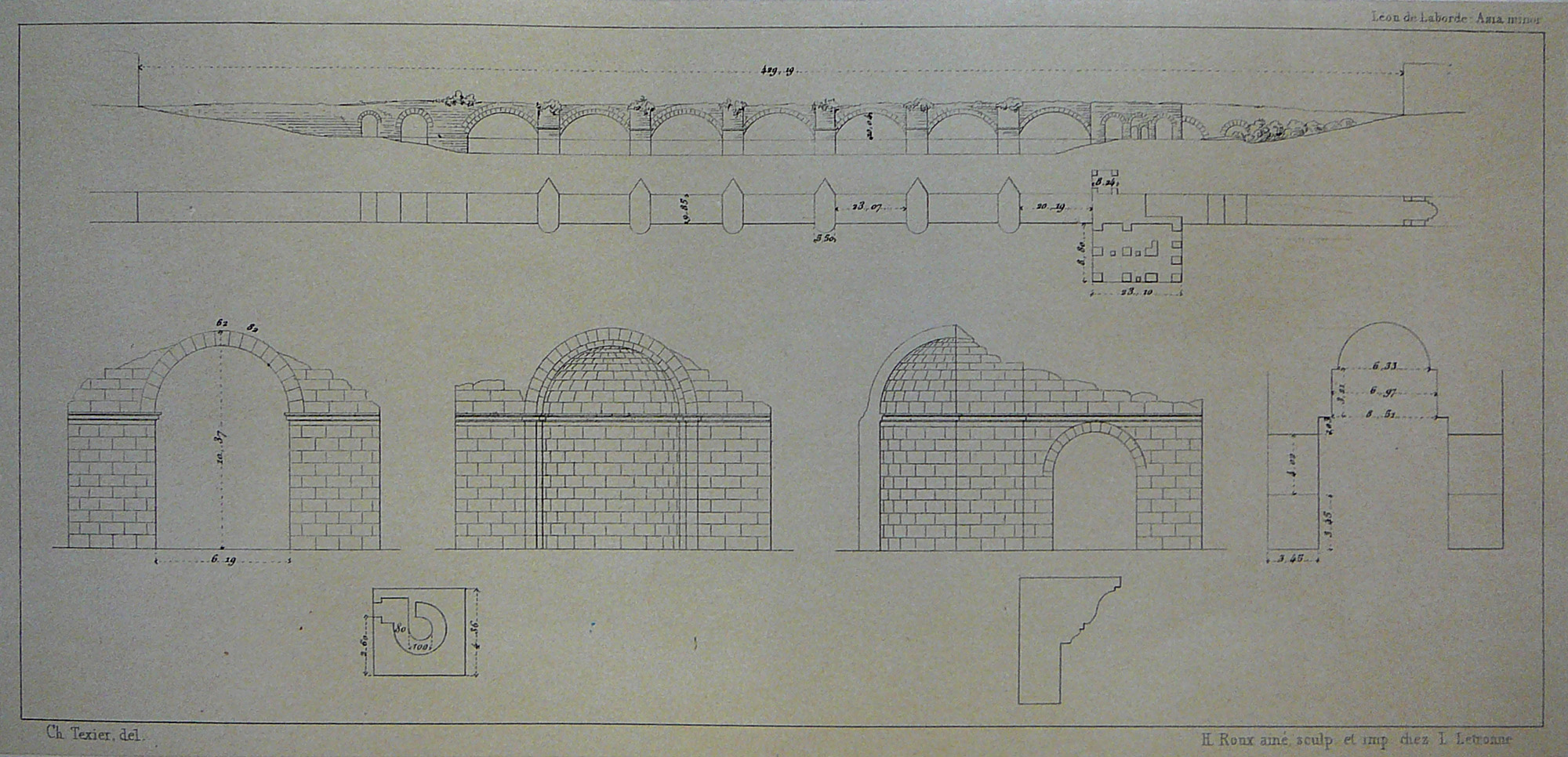
Schizzo delle sezioni sopravvissute del ponte, compresi l'arco trionfale all'estremità occidentale e l'abside all'estremità orientale (1838)

I pilastri sono formati in modo da agire come frangicorrente, arrotondati sul lato a monte e appuntiti sul lato a valle. L'unica eccezione è il pilastro più ampio sulla sponda occidentale, che è a forma di cuneo su entrambi i lati. Questa caratteristica del ponte sul Sangario lo distingue dalla maggior parte dei ponti romani conosciuti, che di solito presentano i frangicorrente appuntiti a monte, e - se esistenti - anche a valle.
Sul lato occidentale si trovava un arco trionfale, mentre sul lato orientale ci sono i resti di un'abside, la cui funzione non è chiara, ma probabilmente serviva da santuario religioso. L'abside presenta una semicupola orientata ad est, ed è alta 11 m e larga 9 m. I resti dell'arco, ora scomparso, sono illustrati negli schizzi fatti nel 1838 da Léon de Laborde: essi raffigurano una soglia ad arco, fatta di muratura in pietra, che giace immediatamente all'entrata del ponte. Lo schizzo successivo fornisce alcune dimensioni misurate: la soglia era alta 10,37 m e larga 6,19 m, mentre i pilastri su entrambi i lati erano spessi 4,35 m.
Il ponte era adornato anche da un'iscrizione recante un epigramma di Agazia. L'iscrizione non è sopravvissuta, ma il suo contenuto è stato preservato negli scritti dell'imperatore Costantino VII Porfirogenito:
(Costantino VII Porfirogenito, De Administrando Imperio)

## Galleria d'immagini

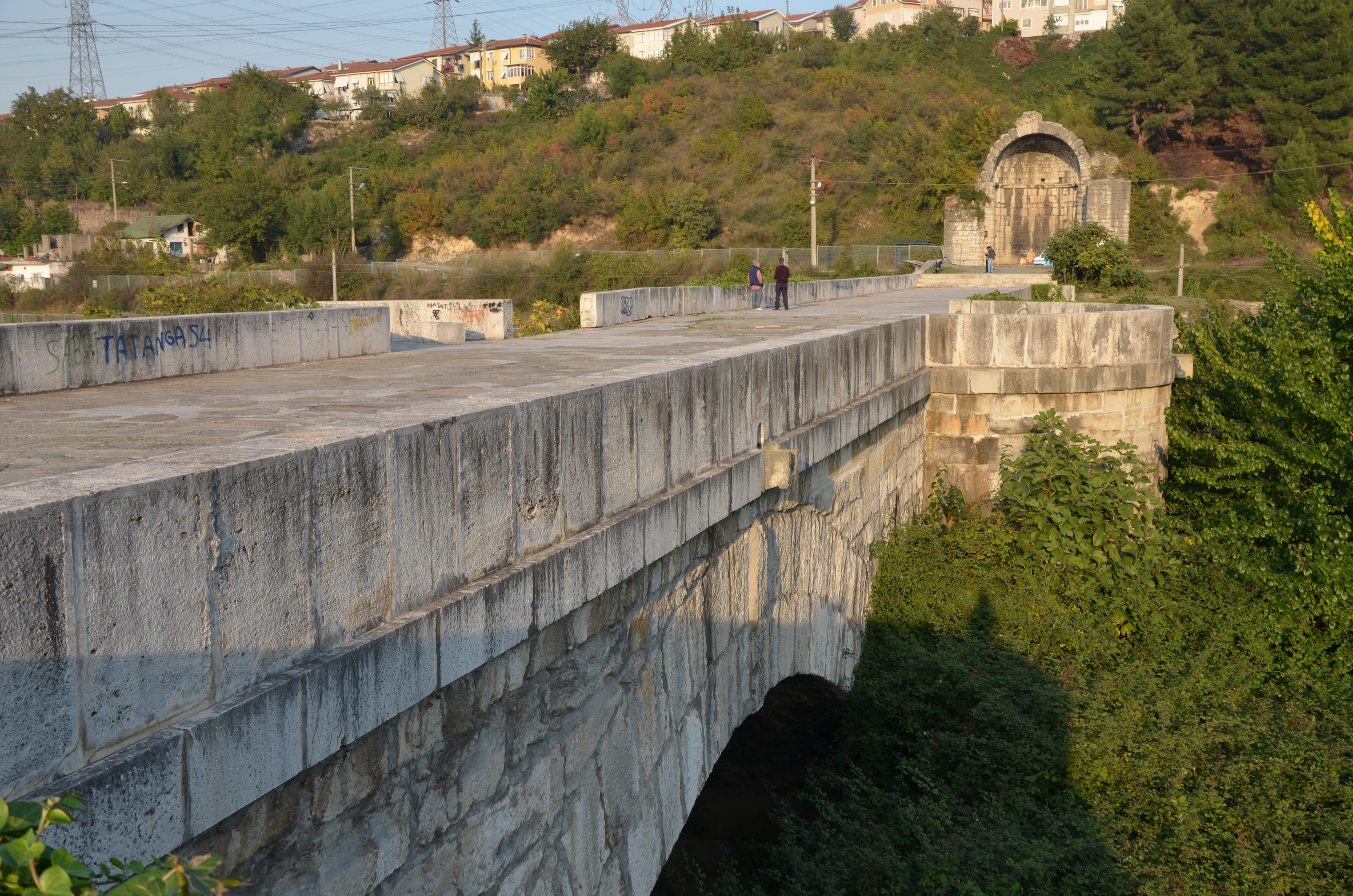
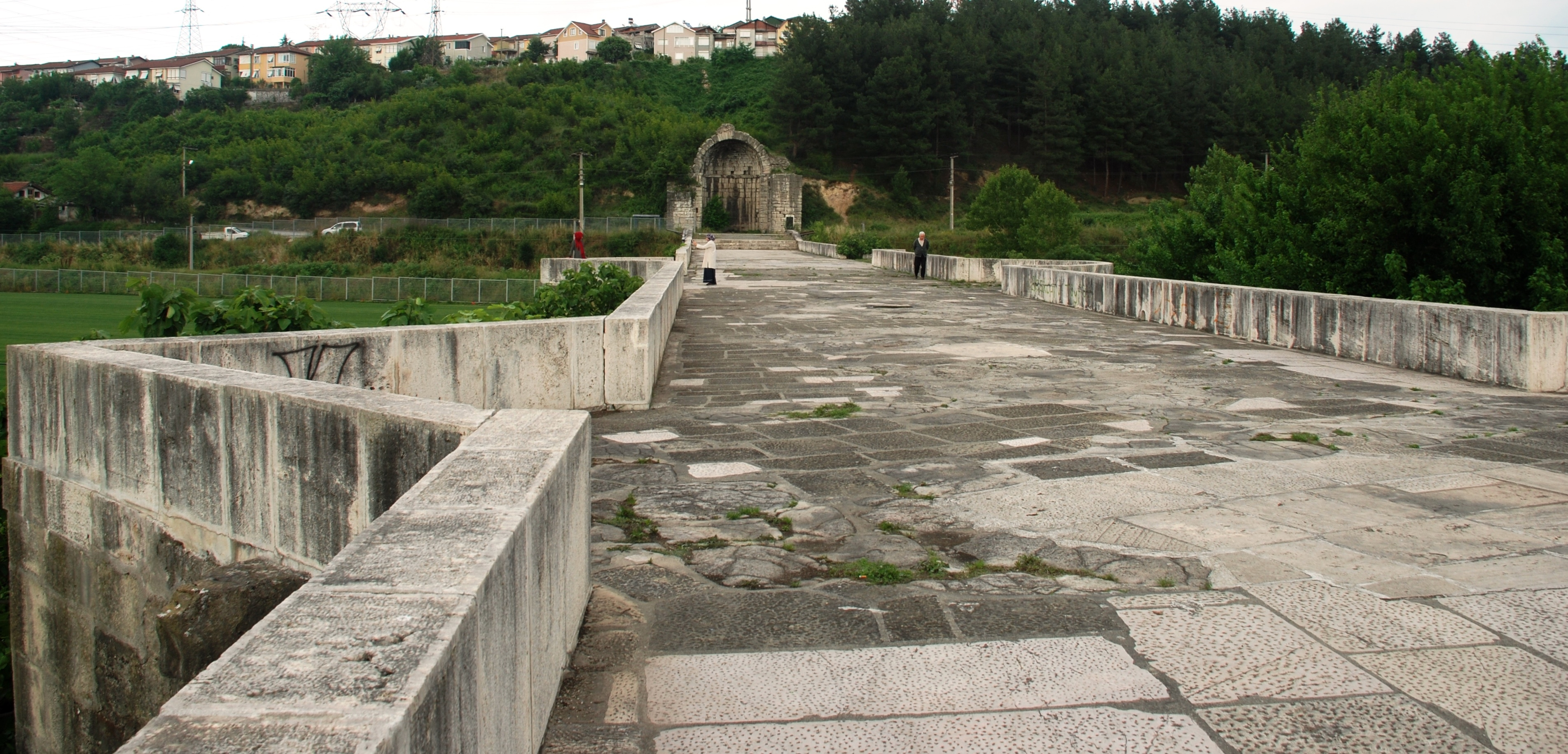
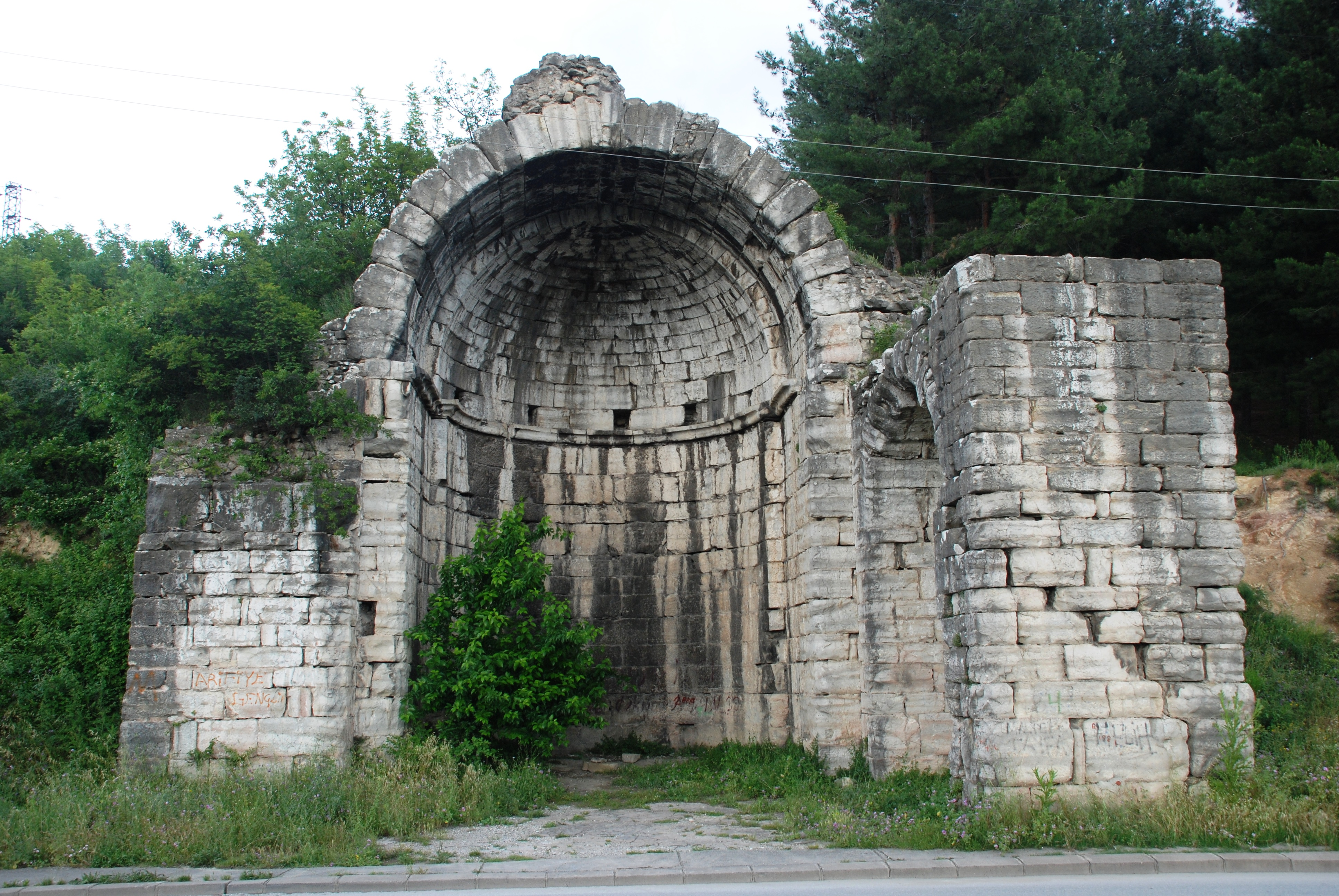
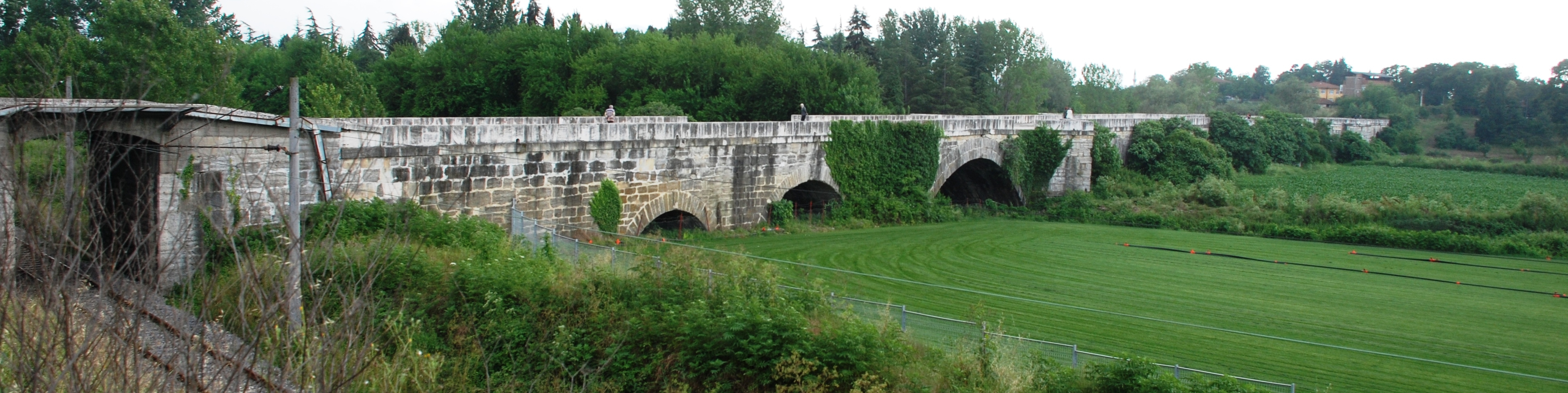